# Cnemidophorus leucopsammus
Espèce
Cnemidophorus leucopsammus est une espèce de sauriens de la famille des Teiidae.

## Répartition
Cette espèce est endémique de l'île de la Blanquilla au Venezuela.

## Publication originale
- Ugueto & Harvey, 2010 : Southern Caribbean Cnemidophorus (Squamata: Teiidae): Description of New Species and Taxonomic Status of C. murinus ruthveni Burt. Herpetological Monographs, vol. 24, n. 1, p. 111-148.